# Josep Mercader i Ponach
Josep Mercader i Ponach (Celrà, 8 de febrer del 1779 - Bordils, 26 de juliol del 1871) va ser un músic i cantant empordanès, compositor de les primeres sardanes modernes conegudes.

## Biografia
Era membre d'una família celranenca de músics que es remuntava a principis del segle xviii, o encara molt abans segons alguna font. El seu pare, Miquel Mercader i Ginesta (1748 - ?), era cantor; i el germà d'en Josep, Jaume Mercader i Ponach (Celrà, 1776-1853), era també cantor i músic. El fill d'en Jaume, Josep Mercader i Montaner, era igualment músic de cant, a Celrà. Finalment, dos familiars més de Josep Mercader Ponach foren figures d'anomenada en el món sardanístic català: el seu net Robert Mercader i Sureda, músic fundador de la La Principal de la Bisbal i el nebot d'aquest, Robert Renart i Mercader  que fou músic-fundador de la cobla Barcelona (que tant podia fer de cobla com d'orquestra, com molts conjunts de  l'època)
Com a compositor, Josep Mercader representa l'estadi de transició entre la sardana curta i la llarga. Així, en una col·lecció d'onze sardanes seves que es conserva actualment, fetes l'any 1835, l'estil és encara totalment clàssic, però els tiratges depassen els 8 compassos per 8 de la sardana curta, amb un mínim de 14 pels curts i 31 compassos pels llargs. La cobla La Principal de la Bisbal n'enregistrà una en el seu quàdruple LP Centenari de la Principal de la Bisbal
 i la cobla Marinada tornà a gravar-la en el seu DC Tenora, segle i mig